# ポッジョ・インペリアーレ
ポッジョ・インペリアーレ（イタリア語: Poggio Imperiale）は、イタリア共和国プッリャ州フォッジャ県にある、人口約2,600人の基礎自治体（コムーネ）。

## 地理

### 位置・広がり

#### 隣接コムーネ
隣接するコムーネは以下の通り。
- アプリチェーナ
- レージナ
- サン・パオロ・ディ・チヴィターテ
- サン・ニカンドロ・ガルガーニコ